# ジョン・フェイン (第7代ウェストモーランド伯爵)
第7代ウェストモーランド伯爵ジョン・フェイン（英語: John Fane, 7th Earl of Westmorland、1686年3月24日洗礼 – 1762年8月26日）は、イギリスの軍人、政治家、貴族。1691年から1733年までジョン・フェイン閣下の儀礼称号を、1733年から1736年までキャザーロー男爵の称号を使用した。

## 生涯
第4代ウェストモーランド伯爵ヴィアー・フェインとレイチェル・ベンス（Rachel Bence、1653年11月13日 – 1711年2月6日、ジョン・ベンスの娘）の三男として生まれ、1686年3月24日に洗礼を受けた。1698年にイートン・カレッジで教育を受けた後、1703年6月21日にリンカーン法曹院に入学、1704年3月10日にケンブリッジ大学エマニュエル・カレッジに入学した。

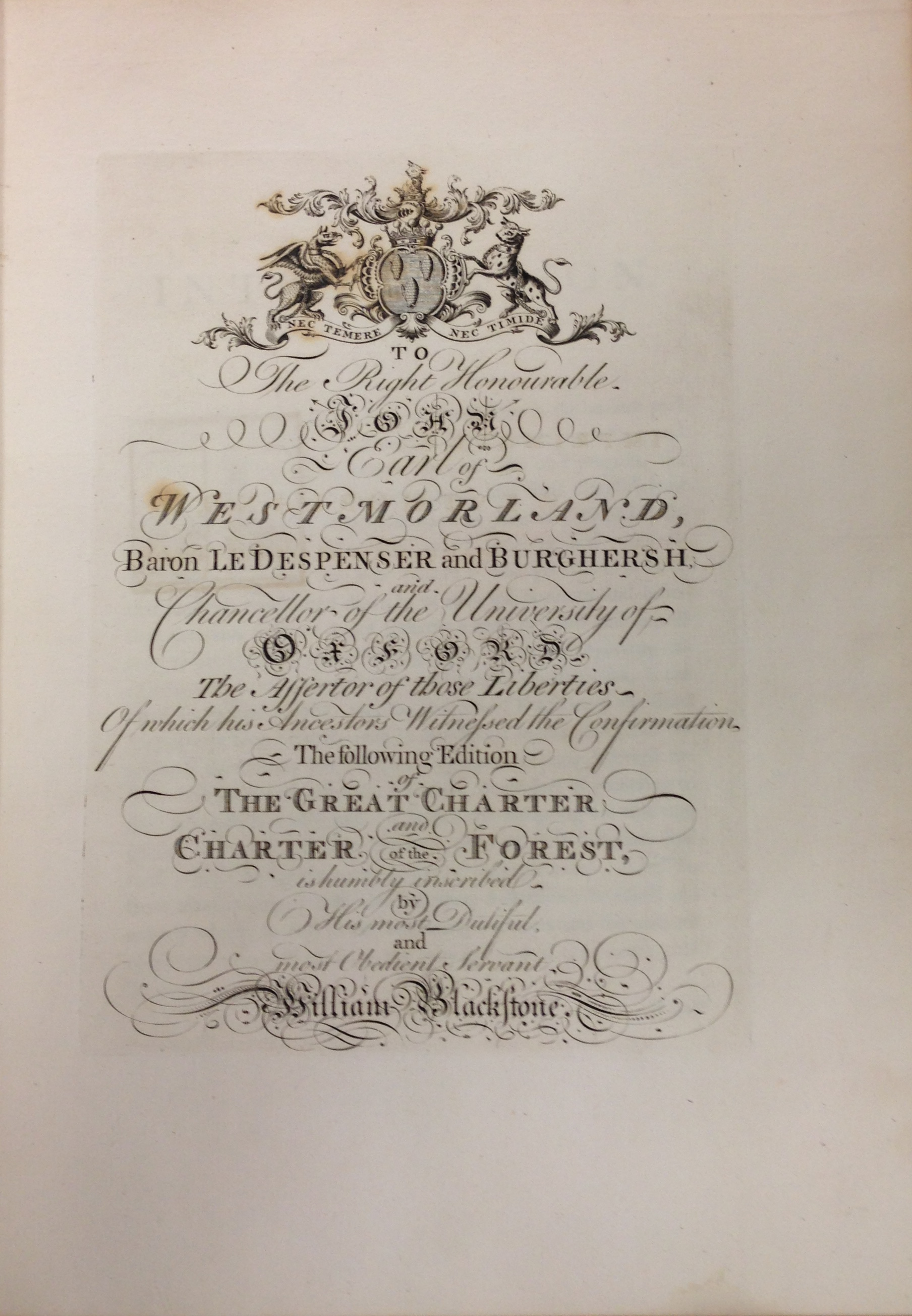
ウィリアム・ブラックストンの『大憲章及び御猟林憲章』初版（1759年）の献辞。ブラックストンはこの著作をウェストモーランド伯爵に献呈し、彼をマグナ・カルタで定められた「自由を主張した者」とした。

1708年イギリス総選挙でハイス選挙区から出馬して当選するが（1711年まで在任）、その背景には兄トマスの影響があるとされる。同年に志願兵としてスペイン継承戦争に参戦、アウデナールデの戦いとリール包囲戦で戦った。その後、マールバラ公爵から大蔵卿の初代ゴドルフィン伯爵宛ての手紙をもって帰国した。マールバラ公爵は手紙でジョン・フェインを賞賛し、フェインをアン女王に紹介するよう頼んだという。1709年にふたたび大陸ヨーロッパに渡り、ウィリアム・カドガンの騎兵連隊に入隊してマルプラケの戦いに参戦した。
議会ではホイッグ党員としてふるまい、1710年に2度再選されたが、1710年イギリス総選挙で敗北したトーリー党の候補が選挙申立をし、フェインの当選は1711年1月に取り消された。議員の座を失った後は軍務に専念してフランドル、カナダ、スコットランド、アイルランドを転戦、1710年に中佐に、1715年に大佐に昇進した。1715年9月に弟マイルドメイが死去すると、広大な領地を相続した上、弟が議員を務めていたケント選挙区の補選にも当選した。議会では1716年に七年議会法に反対票を投じ、1719年の貴族法案にも反対票を投じた。1722年イギリス総選挙でははじめ再選を目指したが、投開票の前に出馬を取り消し、1727年3月にバッキンガム選挙区の補欠選挙で当選して再度議員に就任した。盟友の初代コバム子爵リチャード・テンプルが1733年に消費税法案に反対した廉で軍職から罷免されると、第1近衛騎馬隊隊長に任命され、同年10月4日にアイルランド貴族であるキャザーロー県におけるキャザーロー男爵に叙された（「キャザーロー県」はカーロウ県の別称）。1734年イギリス総選挙では閑職と引き換えに出馬せず、議席を初代ドーセット公爵の息子ミドルセックス伯爵チャールズ・サックヴィルに譲ったが、同年に政府の法案に反対した廉で首相ロバート・ウォルポールが介入、閑職への任命は立ち消えとなった。それでも1735年に准将に昇進したが、1736年7月4日に兄トマスの死に伴いウェストモーランド伯爵の爵位を継承した後、1737年に貴族院で王太子フレデリック・ルイスの王室費増額を動議した結果、陸軍から締め出された。
その後はウォルポールの政敵になり、1742年にウォルポールが失脚すると陸軍に復帰して中将に昇進したが、連隊長には再任されず、1743年以降はジャコバイト陰謀に関わるようになった。その後、1759年にオックスフォード大学総長に就任、1761年に陸軍大将に昇進した。
1762年8月26日に病死、9月2日にメレワース城で埋葬された。子供がいなかったためキャザーロー男爵は断絶、ウェストモーランド伯爵は遠戚のトマス・フェイン（初代ウェストモーランド伯爵フランシス・フェインに辿っての分流）が継承、ル・ディスペンサー男爵は停止となったが翌年に第2代準男爵フランシス・ダッシュウッドが継承した。

## 家族
1716年8月5日、メアリー・キャヴェンディッシュ（Mary Cavendish、1700年1月3日 – 1778年7月29日、ヘンリー・キャヴェンディッシュ卿の娘）と結婚したが、2人の間に子供はいなかった。
兄ヴィアー（1699年没）、トマス、弟マイルドメイよりも長生きしたため、多くの財産を継承しており、そこにキャザーロー男爵の領地が加わったという。